# دايفيد جرانت
دايفيد جرانت (بالإنجليزية: David Marshall Grant)‏ (و. 1955 – م) هو كاتب سيناريو، ومنتج أفلام، وممثل تلفزيوني، وممثل أفلام، وممثل، وكاتب مسرحي، من الولايات المتحدة الأمريكية.

## التعليم
تعلم في جامعة ييل، ومدرسة ييل للدراما.

## وصلات خارجية
- دايفيد جرانت على موقع IMDb (الإنجليزية)
- دايفيد جرانت على موقع ألو سيني (الفرنسية)
- دايفيد جرانت على موقع أول موفي (الإنجليزية)
- دايفيد جرانت على موقع قاعدة بيانات برودواي على الإنترنت (الإنجليزية)
- دايفيد جرانت على موقع قاعدة بيانات الأفلام السويدية (السويدية)
- دايفيد جرانت على موقع إن إن دي بي (الإنجليزية)
- دايفيد جرانت على موقع قاعدة بيانات الفيلم (الإنجليزية)
- دايفيد جرانت على موقع كينوبويسك (الروسية)